# Tryonia porrecta
Tryonia porrecta е вид охлюв от семейство Cochliopidae. Видът не е застрашен от изчезване.

## Разпространение и местообитание
Разпространен е в Мексико (Долна Калифорния и Сонора) и САЩ (Калифорния, Невада, Хавайски острови и Юта).
Обитава сладководни басейни и реки.

## Описание
Популацията на вида е стабилна.